# Kerawadi, Byadgi
Kerawadi là một làng thuộc tehsil Byadgi, huyện Haveri, bang Karnataka, Ấn Độ.